# Gävle (comune)
Gävle è un comune svedese di 94 963 abitanti, situato nella contea di Gävleborg. Il suo capoluogo è la città omonima, che è anche capoluogo della contea di Gävleborg.

## Località
Nel territorio comunale sono comprese le seguenti aree urbane (tätort):
- Åbyggeby
- Berg
- Bergby
- Björke
- Bönan
- Forsbacka
- Forsby
- Furuvik
- Gävle
- Hagsta
- Hamrångefjärden
- Hedesunda
- Lund
- Norrlandet
- Norrsundet
- Sälgsjön
- Skutskär (parte)
- Totra
- Trödje
- Valbo

## Amministrazione

### Gemellaggi
- Gjøvik[2]
- Næstved[2]
- Rauma[2]
- Jūrmala[2]
- Galva (Illinois)[2]